# ZÈRTZ
ZÈRTZ es el tercer juego del Proyecto GIPF de siete juegos de estrategia abstractos, diseñados por el belga Kris Burm; precedido por TAMSK y seguido por DVONN. El juego ganó en el año 2000 el premio Mensa Select.

## Reglas

### Equipo
Las piezas de juego son seis canicas blancas, ocho grises y diez negras, y (para el juego estándar) 37 anillos, cada uno de los cuales puede contener una canica. (Los jugadores avanzados usan hasta 61 anillos).

### Configuración
Los jugadores colocan los anillos en una superficie plana y los organizan como un hexágono, con la mayor regularidad posible. Esto compone el "tablero". Con 37 anillos, esto forma un hexágono perfecto con cuatro anillos en un lado. Las canicas van a un contenedor compartido.

### Objeto
El objetivo es capturar cuatro canicas blancas, cinco grises, seis canicas negras o tres canicas de cada color. (Se puede jugar una variante más rápida en la que el objetivo es capturar tres canicas blancas, o cuatro grises, o cinco negras, o dos de cada color. Ver más abajo).

### Saltar
Si hay dos canicas adyacentes en el tablero, y hay espacio para que una salte sobre la otra, aterrizando en un anillo inmediatamente opuesto a la otra, el jugador debe saltar en lugar de caer. El jugador que salta captura cualquier canica que salte. El jugador debe continuar saltando con la misma pelota siempre que sean posibles saltos adicionales de la misma pelota. Si en cualquier etapa del salto es posible más de un salto, el jugador puede elegir la dirección que desee; Sin embargo, debe continuar saltando con la misma pelota mientras al menos otra pelota sea saltada por esa pelota. (Esto es similar a la regla de salto obligatorio en damas).
No se quitan anillos en un turno de salto.

### Soltar
Si no hay saltos disponibles, el jugador al que le toca dejar caer una canica de cualquier color en un anillo vacío del tablero y tomar un anillo removible del tablero. Un anillo se puede quitar si se puede quitar deslizándolo sobre la superficie de la mesa sin desplazar otros anillos. Si quitar un anillo produce un grupo de uno o más anillos, llamado isla, con una canica en cada anillo del grupo, todos estos anillos también se eliminan y el jugador cuyo movimiento creó la isla captura todas las canicas en él.
Si no se puede quitar ningún anillo, el turno del jugador termina cuando deja caer una canica. Si no hay canicas disponibles en el grupo compartido, el jugador debe soltar una de sus canicas capturadas en su lugar.

## Estrategia

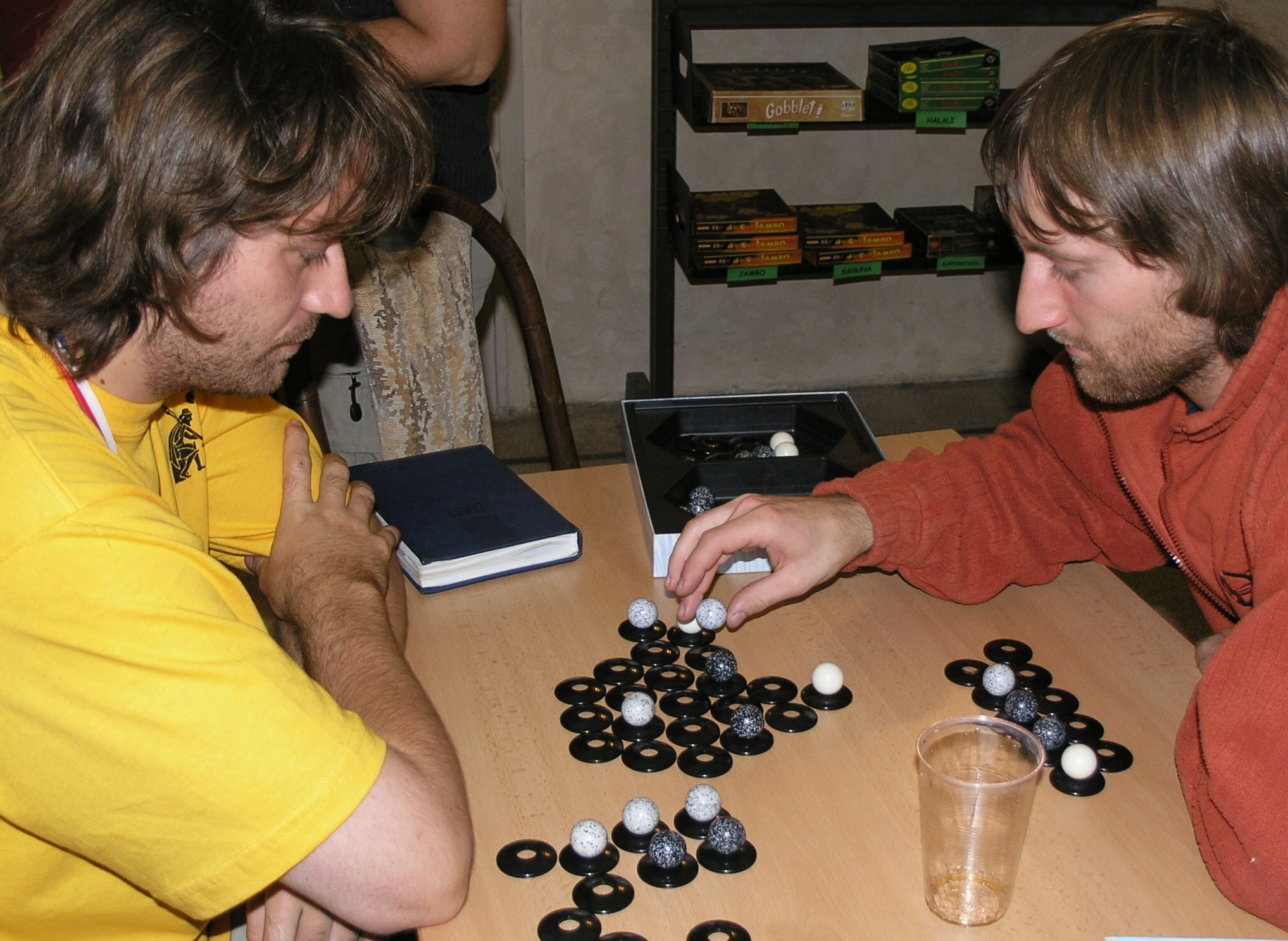
Partida de ZÈRTZ en el Campeonato Mundial del Proyecto GIPF de 2008.

La estrategia básica en ZÈRTZ es el sacrificio. Debido a que un jugador se ve obligado a capturar cuando es posible, una estrategia común es que un jugador juegue para que el otro deba capturar una pieza de poca importancia. Esto mueve otras piezas a una posición en la que el primer jugador puede capturar una o más piezas de mayor importancia. Además, los sacrificios se utilizan para ordenar las piezas y ganar tiempo en preparación para la captura por aislamiento. Con frecuencia, un juego termina con un jugador obligando al otro a saltar repetidamente, ganando tiempo para ganar con una captura por aislamiento.

## Variantes

### Blitz
Se puede jugar una versión corta del juego usando solo 5 canicas blancas, 7 grises y 9 canicas negras. En este caso, el objetivo es capturar solo tres blancos, cuatro grises, cinco negros o dos de cada color. Esta variante se describe en la edición original como las reglas básicas.

### ZÈRTZ+11
Este es el juego de ZÈRTZ que se juega con 11 anillos extra, formando un hexágono irregular con lados que alternan entre 4 y 5 anillos. Este es el estándar actual para los torneos serios.

### ZÈRTZ+24
Este es ZÈRTZ jugado con 24 anillos extra, formando un hexágono regular con 5 anillos a cada lado. Se ha sugerido que esto eventualmente se convertirá en el estándar del torneo.